# آخکنت
آخکنت (به لاتین: Akhkent) یک منطقهٔ مسکونی در روسیه است که در داغستان واقع شده‌است.